# Шарлотта Великобританская
Шарло́тта Великобрита́нская (англ. Charlotte of the United Kingdom), также Шарло́тта Ганно́верская (англ. Charlotte of Hanover; 29 сентября 1766, Букингемский дворец — 5 октября 1828, Людвигсбургская резиденция) — британская принцесса из Ганноверской династии, старшая дочь короля Георга III и Шарлотты Мекленбург-Стрелицкой; в замужестве — последовательно герцогиня, курфюрстина и королева Вюртемберга.
Воспитание Шарлотты, как и её братьев и сестёр, было поручено королевской няне Шарлотте Финч. В конце 1768 года двухлетняя принцесса была успешно вакцинирована против оспы; сделано это было по инициативе матери принцессы, покровительствовавшей практике вакцинации. Также по желанию королевы Шарлотты с раннего детства принцесса заняла видное место при дворе, неофициально участвуя во многих придворных мероприятиях. Большую часть года семья проводила в Ричмонде, остальное время — во дворце Кью, официальной летней резиденции монарха. Шарлотта была близка с родителями, в особенности с отцом, который поощрял её любовь к учёбе. Близка она была и со своими братьями и сёстрами; кроме того, Шарлотта стала крёстной матерью брата Альфреда и сестры Амелии.

## Биография

### Происхождение и ранние годы

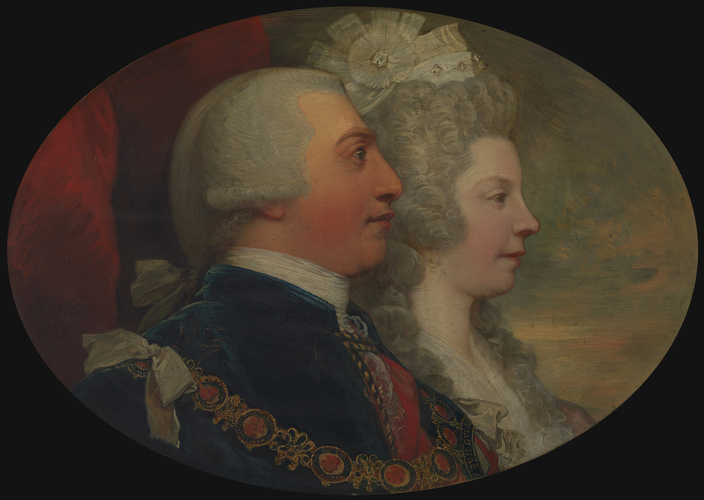
Король Георг III и королева Шарлотта, родители принцессы. Бенжамин Уэст, 1789 год

Шарлотта появилась на свет 29 сентября 1766 года во дворце королевы Букингем-хаусе между 6 и 7 часами утра; принцесса стала первой дочерью и четвёртым ребёнком из пятнадцати детей короля Великобритании Георга III и его супруги Шарлотты Мекленбург-Стрелицкой. По отцу девочка была внучкой принца Уэльского Фредерика Луиса и Августы Саксен-Готской; по матери — принца Мекленбург-Стрелицкого Карла и Елизаветы Альбертины Саксен-Гильдбурггаузенской.
При рождении Шарлотты по традиции присутствовали свидетели — представители знати, которые должны были засвидетельствовать королевское происхождение младенца: бабка принцессы вдовствующая принцесса Уэльская, архиепископ Кентерберийский Томас Секкер, несколько лордов Тайного совета, а также дамы опочивальни королевы. Рождение Шарлотты было встречено большой радостью: по приказу короля Тауэрские пушки дали залп и по всему городу звонили колокола. В честь рождения королевского младенца во дворце были приготовлены традиционные пироги и каудл, однако эти угощения впервые были приготовлены в честь рождения принцессы, а не принца. Шарлотта была крещена 27 октября архиепископом Кентерберийским; восприемниками при крещении стали две тётки девочки, Каролина Матильда, королева Дании, которую представляла вдовствующая графиня Эффингемская, и Луиза Анна, а также супруг Каролины Матильды Кристиан VII, которого представлял герцог Портлендский. Воспитание принцессы было поручено  Шарлотте Финч, которая позднее также займётся воспитанием младших сестёр Шарлотты — Елизаветы и Августы.

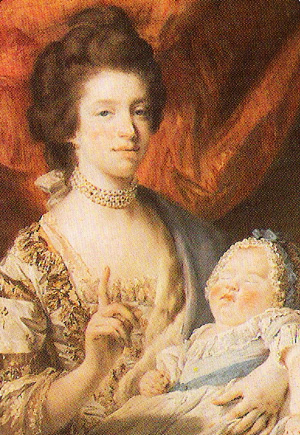
Принцесса Шарлотта на руках у матери. Фрэнсис Котс, 1767

Мать девочки была патроном практики вакцинации против оспы, начавшейся ещё в правление Георга II. В декабре 1768 года принцесса Шарлотта и её брат Уильям Генри были вакцинированы и переданы под наблюдение королевских врачей; результат был ошеломляющим, и уже 10 января 1769 года здоровье детей было признано полностью восстановившимся. С раннего детства принцесса по желанию матери заняла видное место при дворе. 25 октября 1769 года трёхлетняя Шарлотта вместе с братьями присутствовала на праздновании годовщины восшествия её отца на престол в гостиной Сент-Джеймсского дворца. 15 марта 1770 года в Букингемском дворце был дал юношеский бал, на котором принцесса, по мнению королевы Шарлотты, «блистала и покоряла сердца». Когда Шарлотте было 6 лет, скончалась её бабка — Августа, вдовствующая принцесса Уэльская; и хотя сама девочка была слишком мала, чтобы осознать случившееся, она видела как горевал её отец и сочувствовала ему. Весть о смерти Августы застигла королевское семейство в Старой ложе в Ричмонде, где семья проводила большую часть года; остальное время семья проводила во дворце Кью — официальной летней резиденции монарха.

### Детство

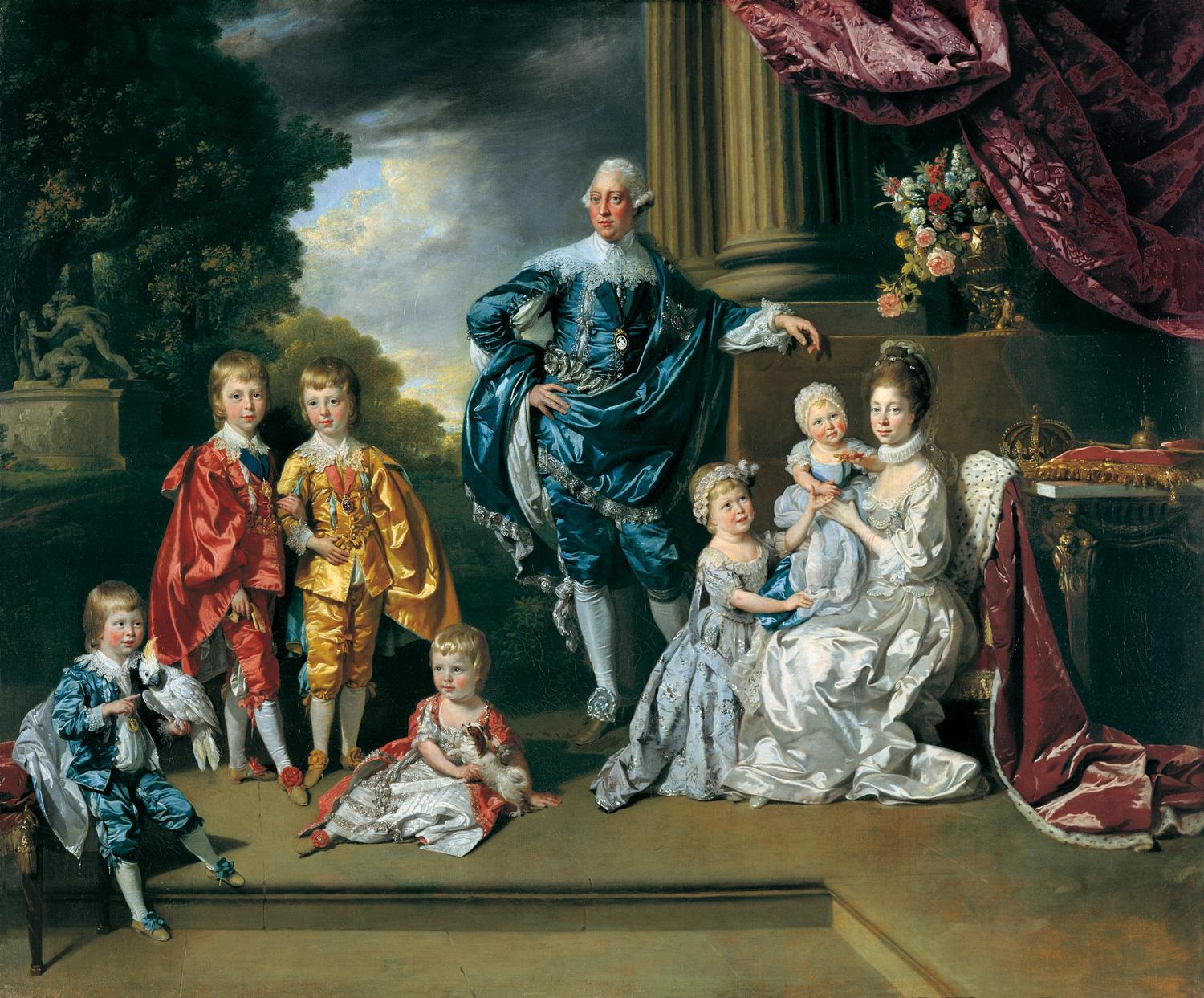
Королевская чета с шестью старшими детьми. Иоганн Цоффани, 1770

Шарлотта, как и её братья и сёстры, была близка с родителями: она сопровождала королеву на занятиях музыкой, рисованием, прогулках; кроме того, она занималась обычными уроками с учительницей мисс Фредерикой Плантой и французским языком с преподобным де Жуиффардье, а о своих успехах неизменно докладывала матери, которая направляла все свои силы на то, чтобы способствовать умственному и нравственному развитию детей. Венценосный отец Шарлотты также принимал живое участие в воспитании своего потомства: по вечерам он навещал детей в детской, а также обсуждал с супругой и леди Шарлоттой Финч, воспитательницей принцев и принцесс, процесс их обучения, диету, наставников и занятия. Шарлотта рано прониклась любовью к истории и современным языкам, которые изучила в совершенстве. Кроме того, она обладала отличной памятью, что восхищало окружавших её родственников и придворных. Шарлотта была неразлучной спутницей своего отца, который поощрял её любовь к учёбе и которого она забавляла, читая ему в часы досуга. Кроме того, окружающие отмечали, что Шарлотта отличается хорошим воспитанием и отличными манерами.
Пища детей была совершенно домашней, лишённой всякой роскоши. Дети завтракали рано утром в присутствии короля и королевы: в 8 часов утра Шарлотту с четырьмя старшими братьями приводили в столовую, через час приводили младших детей, которые после завтрака отправлялись на прогулку в сад, в то время как старшие отправлялись на занятия. После обеда распорядок был почти таким же. После ужина королева занималась делами, а король, если ему не препятствовали обязанности, читал детям вслух какую-нибудь поучительную или забавную историю. Вечером перед сном детей навещали родители, королевские отпрыски получали благословление и отправлялись спать.
В 1776 году семейной резиденцией монарха стал Виндзорский замок, где 16 августа с особой торжественностью — был дан залп из орудий, звонили колокола — был отпразднован день рождения Георга, принца Уэльского. В 10 часов королевская процессия прошествовала из замка в собор; принцы и принцессы шли попарно за царственными родителями. На обратном пути из собора королевскую семью криками радости приветствовала шумная толпа. В том же году Шарлотта с родителями, братьями Георгом и Фредериком , а также сестрой Августой посетила в Уимблдон-Коммон резиденцию джентльмена по имени Хартли, который изобрёл план защиты от огня зданий; согласно плану Хартли был проведён эксперимент, показавший, что задумка этого джентльмена работает. К 1778 году королевская чета стала проводить 2-3 дня в неделю в летний сезон в Виндзорском замке, тогда как официальной летней резиденцией семьи для удобства детей по прежнему оставался дворец Кью.

### Жизнь при дворе
В 1781 году Шарлотта участвовала в пышных торжествах по случаю дня рождения старшего из её братьев принца Уэльского. Первое официальное публичное появление Шарлотты однако состоялось только в 1782 году на праздновании дня рождения королевы Шарлотты: шестнадцатилетняя принцесса открывала балл вместе с братом Георгом, принцем Уэльским. Двумя годами ранее принцесса Шарлотта стала крёстной своего маленького брата Альфреда, родившегося 22 сентября 1780 года. К несчастью Альфред умер 20 августа 1782 года, что очень огорчило как королевскую чету, так и саму Шарлотту — его крёстную мать. Ещё через восемь с половиной месяцев скончался четырёхлетний принц Октавий, что также весьма опечалило Шарлотту. Эта череда скорбных событий прервалась 7 августа 1783 года с рождением последнего ребёнка королевской четы принцессы Амелии, крёстной матерью которой также стала Шарлотта.

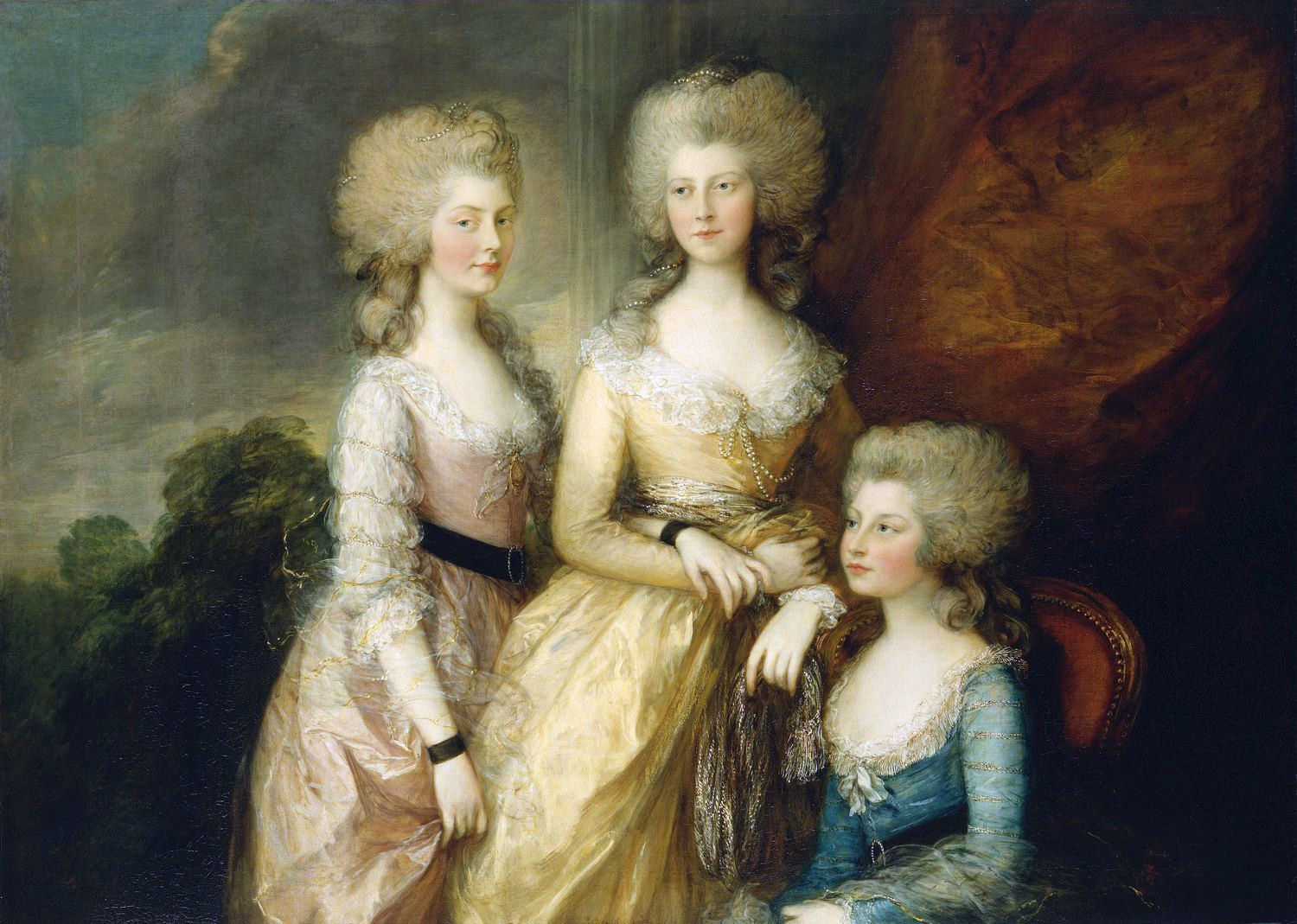
Старшие дочери короля Георга III (слева направо: Шарлотта, Августа и Елизавета). Томас Гейнсборо, 1784

Королевская чета любила театральные постановки, к чему приучала и своих детей. Любимой актрисой королевской семьи стала Сара Сиддонс, представления которой старались не пропускать, а также приглашали её в королевский дворец. Шарлотта также присутствовала вместе с родителями на грандиозном празднике, данном в честь Генделя в Вестминстерском аббатстве 26 мая 1784 года; на празднике принцесса с братом Эдуардом Августом сидела по правую руку от короля, тогда как её сёстры Августа, Елизавета и София сидели по левую руку от королевы. Празднования в честь Генделя продлились до 29 мая, и Шарлотта присутствовала на всех мероприятиях.
29 августа 1785 года Шарлотта с родителями и четырьмя сёстрами посетила ипподром в Эгеме «без охраны и церемоний»; королевская семья была принята герцогом Куинсберри, который рассказал им о лошадях, которые участвовали в скачках. После беседы с лорд-мэром и его супругой король выступил с речью, которую Шарлотта с матерью и сестрой Елизаветой слушала из открытого ландо. 10 октября 1785 года Шарлотта с родителями, братьями Эрнстом Августом и Адольфом Фредериком и сестрами Августой и Елизаветой посетили в Нанеме лорда и леди Харткорт; планировалось, что семья вернётся в Виндзор тем же вечером, однако королева заинтересовалась Оксфордом, и было принято решение посетить учебные заведения и библиотеки в городе.

### Брак
18 мая 1797 года Шарлотта вышла замуж за наследного принца Вюртемберга Фридриха. Венчание прошло в Сент-Джеймсском дворце. Он был старшим сыном Фридриха Евгения, герцога Вюртембергского и его супруги Фридерики Доротеи Софии Бранденбург-Шведтской. Фридрих был братом Марии Фёдоровны, второй супруги императора Павла I и императрицы Российской в 1796—1801 годах. 5 апреля 1797 года по случаю коронации императора Павла Шарлотте был пожалован орден Святой Екатерины большого креста.
Фридрих стал владетельным герцогом Вюртемберга после смерти отца в 1797 году. В браке родилась одна дочь, которая умерла сразу после рождения 27 апреля 1798 года.

### Вюртемберг
В 1800 году в Вюртемберг вторглась французская армия. Супруги бежали в Вену. В 1801 году по условиям Люневильского мира её супруг уступил Франции графство Монбельяр, взамен получив Эльванген. В феврале 1803 года, согласно договору о немецкой медиатизации (нем.  Reichsdeputationshauptschluss), император Франц II по просьбе Наполеона возвел Фридриха в ранг курфюрста Вюртемберга. В 1805 году Фридрих присоединился к Франции, что позволило ему превратить курфюршество в королевство и сражаться вместе с силами Наполеона против австро-русско-английской коалиции. В декабре 1805 года Наполеон дал ему титул короля Вюртемберга, 1 января 1806 года он и Шарлотта короновались в Штутгарте. Вюртемберг, как и другие дружественные Наполеону немецкие государства, вошёл в Рейнский союз. Территория Вюртемберга увеличилась вдвое по сравнению с 1803 годом, среди прочих были присоединены земли католической церкви. Из лояльности к Наполеону, Фридрих выдал свою дочь Екатерину замуж за брата Наполеона, Жерома Бонапарта. Во время российской кампании, Фридрих предоставил 12 000 солдат, из которых только несколько сотен вернулись домой.

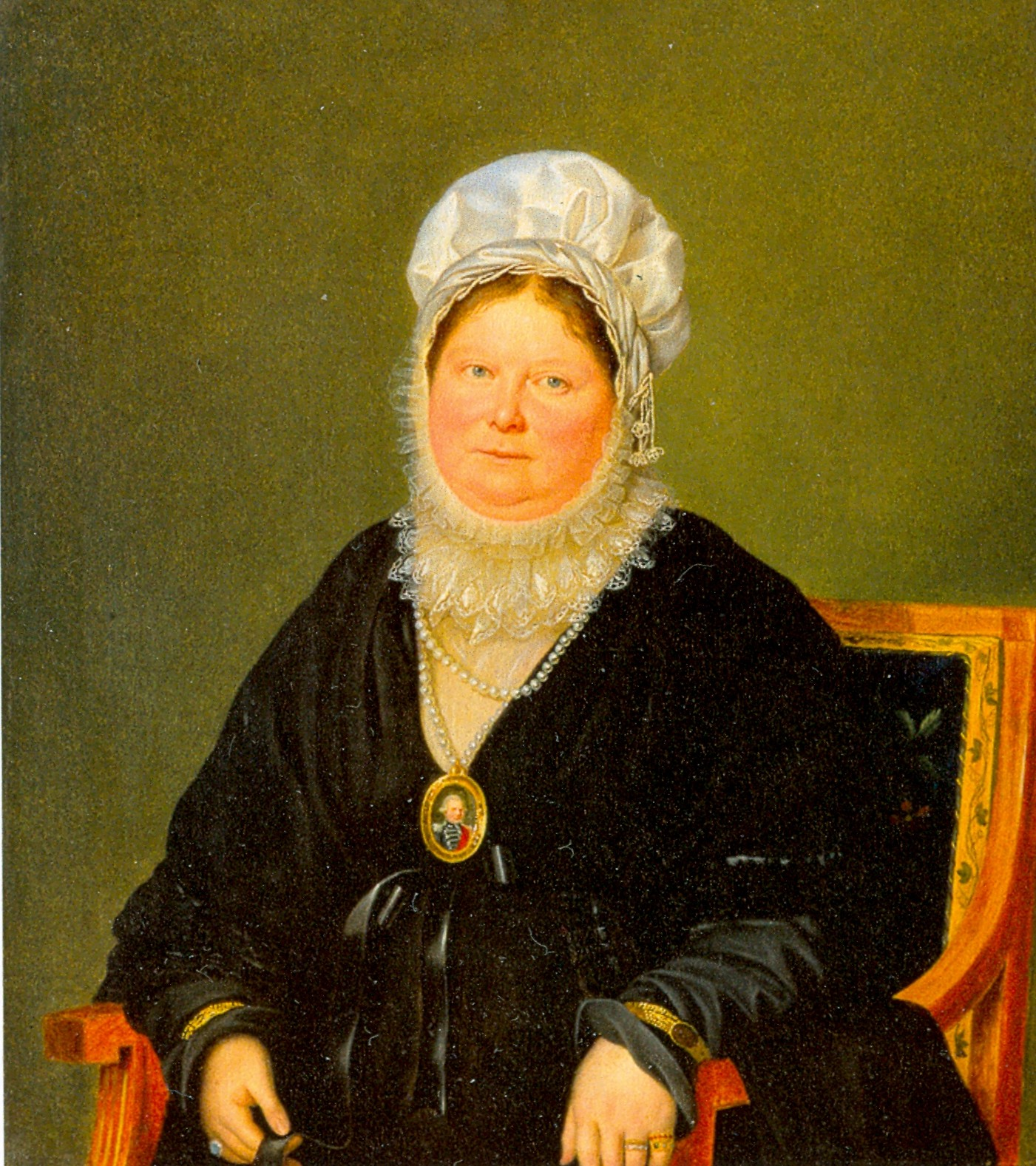
Шарлотта в возрасте 61 года

Между тем, когда положение Наполеона стало шатким, Фридрих в 1813 году перешёл на сторону коалиции. Его титул короля был утвержден на Венском конгрессе.
Фридрих скончался в 1816 году в возрасте 62 лет. Вдовствующая королева Шарлотта продолжала жить в Людвигсбургском дворце. Здесь её часто посещали её братья и сёстры: герцог Кентский, Кембриджский, Сассекский, Августа София и Елизавета. В 1819 году Шарлотта стала крёстной матерью принцессы Виктории Кентской, будущей королевы и императрицы Индии . В 1827 году она впервые посетила Великобританию после свадьбы, состоявшейся в 1797 году. Здесь ей была сделана операция на ноге. После этого она вернулась в Людвигсбург, где и умерла в 1828 году. Похоронена там же в королевском склепе.

## Художественные труды

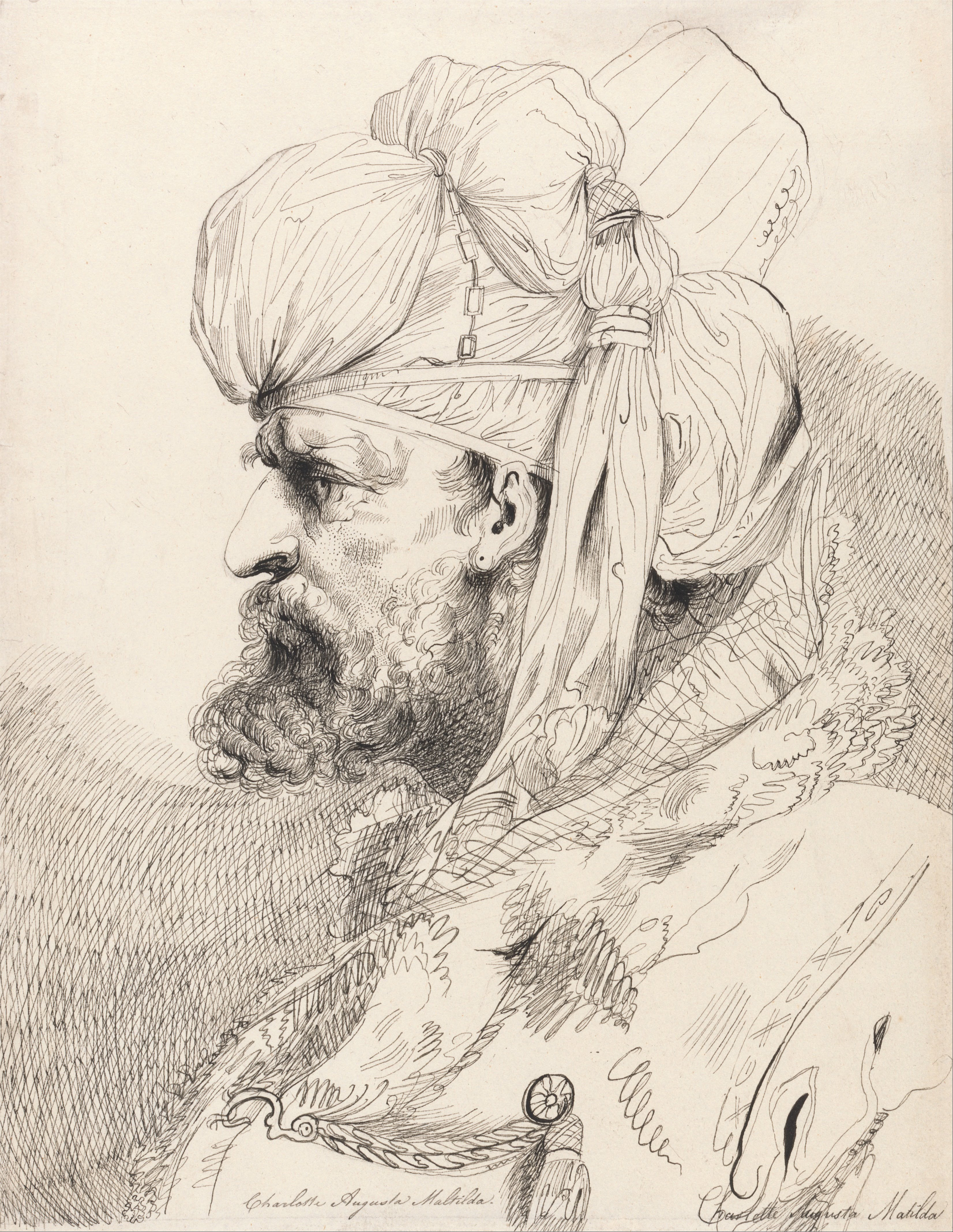
«Голова аги янычар» работы принцессы Шарлотты. Ручка и черные чернила на текстурированной кремовой тканной бумаге. Работа хранится в Йельском центре британского искусства.

Шарлотта с ранних лет культивировала свой вкус к дизайну под руководством знаменитого Бенджамина Уэста и с большим успехом применила своё мастерство в вышивке и других женских произведениях искусства, которые она дарила своим друзьям в различных случаях и которые в более поздний период её жизни служили для украшения покоев Королевского дворца в Штутгарте. Как писал историк Мэттью Холл в своей книге «Королевские принцессы Англии от правления Георга I», в «Гардеробе королевской принцессы» во Фрогморе, элегантных маленьких покоях, есть несколько рисунков диких животных, сделанных пером и тушью, имитирующих гравюры Эйдингера, выполненные «с духом и свободой способного профессионала — королевской принцессы. Эти рисунки пером и тушью, а также рисунки, украшающие стены других апартаментов, все в рамах и глазури, выполнены с твердостью и свободой опытной руки и делают честь профессиональному художнику. То, что Её королевское высочество могло бы выполнить в соответствии с оригинальным дизайном, можно только предполагать».

## Титулы
- 29 сентября 1766 — 22 июля 1789: Её Королевское Высочество принцесса Великобританская
- 22 июля 1789 — 18 мая 1797: Её Королевское Высочество королевская принцесса Великобритании
- 18 мая 1797 — 22 декабря 1797: Её Королевское Высочество наследная принцесса Вюртемберга[24]
- 22 декабря 1797 — 25 февраля 1803: Её Королевское Высочество герцогиня Вюртемберга
- 25 февраля 1803 — 1 января 1806: Её Королевское Высочество курфюрстина Вюртемберга
- 1 января 1806 — 30 октября 1816: Её Величество королева-консорт Вюртемберга
- 30 октября 1816 — 5 октября 1828: Её Величество вдовствующая королева Вюртемберга

## Герб

Герб Шарлотты Великобританской

С 1789 года как дочь суверена Шарлотта имела право на использование британского королевского герба с добавлением серебряного титла с тремя зубцами, обременёнными прямыми червлёными крестами (крайние зубцы) и червлёной розой с серебряной сердцевиной и зелёными листьями (средний зубец).
Щитодержатели расположены на витой золотой подставке: справа — золотой, вооружённый червленью и коронованный такой же короной [без владельческой шапки] леопард [восстающий лев настороже], дополненный таким же турнирным воротником, как в щите; слева — серебряный, вооружённый золотом единорог, дополненный таким же турнирным воротником, как в щите и увенчанный наподобие ошейника золотой короной, с прикреплённой к ней цепью.
Щит, увенчанный короной, соответствующей достоинству детей монарха, обременён серебряным титлом с тремя зубцами. Щит рассечён и пересечён: в 1-й части надвое — справа в червлёном поле три золотых вооружённых лазурью леопарда [идущих льва настороже], один над другим [Англия], слева в золотом поле червлёный, вооружённый лазурью восстающий лев, окружённый двойной процветшей и противопроцветшей внутренней каймой [Шотландия]; во 2-й части в лазоревом поле три золотых лилии [Франция]; в 3-й части в лазоревом поле золотая с серебряными струнами арфа [Ирландия]; в 4-й части герб курфюрстов Ганновера: натрое — в 1-й части два золотых вооружённых лазурью леопарда [идущих льва настороже], один над другим [Брауншвейг]; во 2-й части в золотом поле, засеянном червлёными сердцами, лазоревый, вооружённый червленью лев [Люнебург]; в 3-й части в червлёном поле серебряный бегущий конь [Вестфалия].